# Amecker Vorbecken

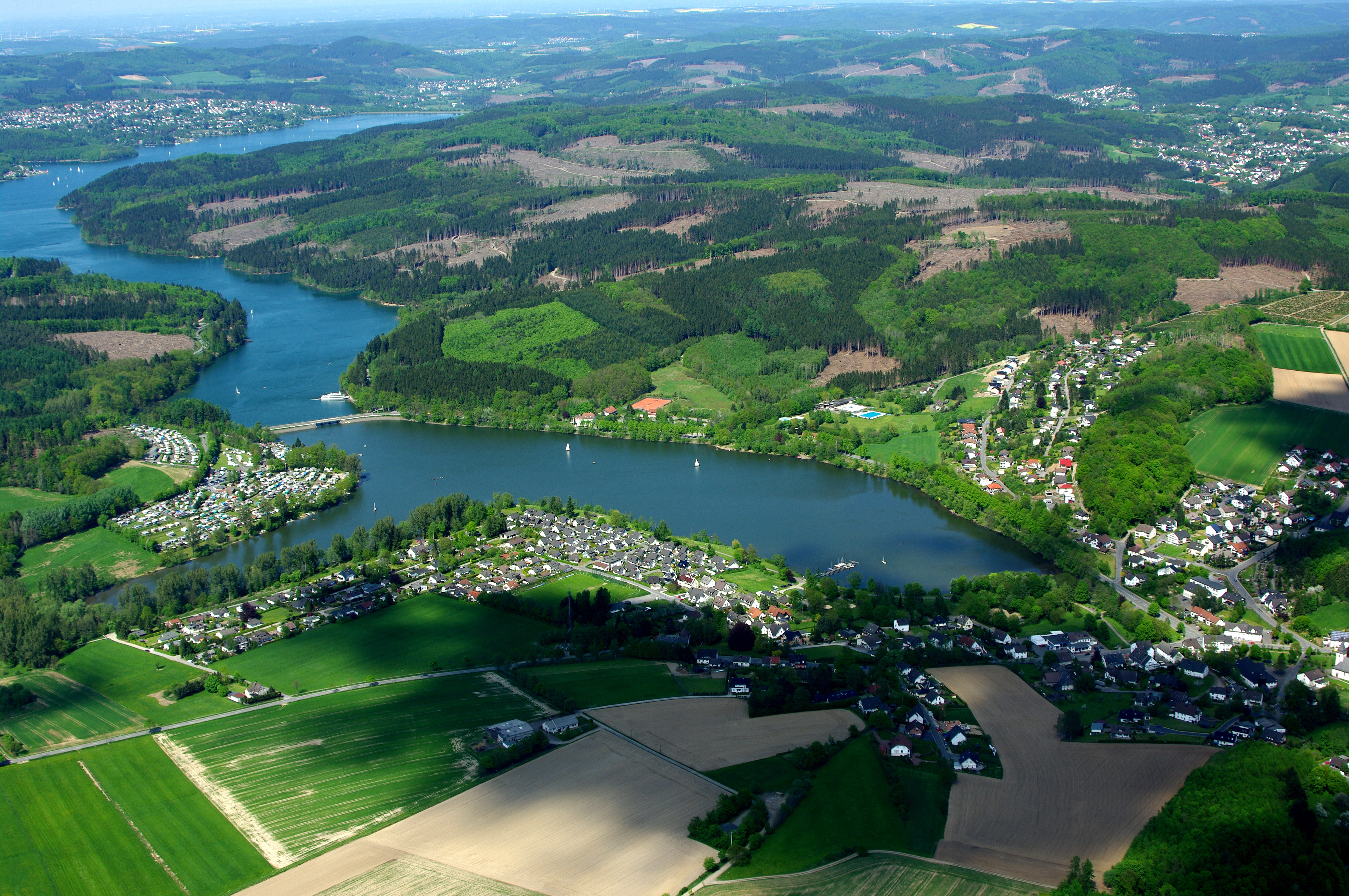
Amecker Vorbecken, 2008, im Hintergrund die Sorpetalsperre

Das Amecker Vorbecken ist ein Vorbecken der Sorpetalsperre bei Amecke, Sundern, Sauerland. Es wurde 1926 bis 1929 errichtet. 1995 wurde das Vorbecken entleert. 2019 wurde der Wasserpegel reduziert, um Sedimentproben zu entnehmen. Das Volumen beträgt 1,5 Mio. m³. Der Erlebnisrundweg rund um das Amecker Vorbecken ist barrierefrei und 3,4 km lang.